# Prostitute (sång)
"Prostitute" är en låt av det amerikanska rockbandet Guns N' Roses. Låten är det sista spåret på albumet Chinese Democracy från 2008, och är 6 minuter och 15 sekunder lång. Den är skriven av Axl Rose och Paul Tobias. 
Då låten läckte ut på internet sommaren 2008 gick den under namnen This I Love, eller New Song #2. This I Love visade sig senare vara en annan låt på Chinese Democracy.
Expressen beskrev låten med orden "Mars Volta-vibbar, stråkar och piano i en ruggigt episk och final som kommer att få evigt liv.", och gav den betyget 5/5.